# 田瀨站
田瀨站（日语：／ Tase eki */?）是位於岐阜縣惠那郡福岡町（現時：中津川市），北惠那鐵道北惠那鐵道線的鐵路車站（廢站）。
此站最接近岐阜縣立惠那北高等學校（現時：岐阜縣立中津高等學校惠那北校舍）。

## 歷史
- 1924年（大正13年）8月5日：北惠那鐵道線開通，此站啟用[1]。
- 1978年（昭和53年）9月18日：北惠那鐵道線廢除，此站也被廢除[1]。

## 車站設施
此站是地面車站，設有2面2線的相對式月台。

## 現狀
車站遺址處還有月台遺跡。但是受道路擴寬工程影響，部分月台已被掩埋。

## 相鄰車站
北惠那鐵道
北惠那鐵道線
美濃下野－田瀨－稻荷橋

## 注腳
1. 1 2  今尾惠介《日本鐵道旅行地圖帳》7號 北信越（新潮社、2008年）p.41

## 相關項目
- 日本鐵路車站列表 Ta